# Јесења изложба УЛУС-а (2013)
Јесења изложба УЛУС-а (2013) одржала се у периоду од 19. септембра до 10. октобра 2013. године, у галеријском простору Удружења ликовних уметника Србије, односно у Уметничком павиљону "Цвијета Зузорић". Уредница каталога и организаторка ове изложбе, била је Наталија Церовић.

## Уметнички савет
- Велизар Крстић
- Драган Марковић Маркус
- Ранка Лучић Јанковић
- Татјана Николајевић Веселинов
- Милош Ђорђевић
- Зоран Вранешевић
- Радомир Станчић

## Излагачи
1. Ристо Антуновић
2. Војна Баштовановић
3. Наташа Будимлија
4. Анамарија Вартабедијан
5. Здрако Велован
6. Ненад Вучковић
7. Петар Гајић
8. Лазар Димитријевић
9. Иван Грачнер
10. Олга Ђорђевић
11. Љубиша Ђурић
12. Ненад Зељић
13. Татјана Илић
14. Драгана Јокић
15. Анита Јовановић
16. Тијана Пујић
17. Милинко Коковић
18. Владислава Крстић
19. Шана Кулић
20. Слободан Кузмановић
21. Владимир Д. Лалић
22. Владимир Лалић
23. Светислав Лудошки
24. Јован Маринковић
25. Павле Максимовић
26. Раде Марковић
27. Марија Милинковић
28. Здравко Милинковић
29. Небојша Милошевић
30. Весна Милуновић
31. Миодраг Млађовић
32. Драгиша Обрадовић
33. Милорад Панић
34. Маша Пауновић
35. Снежана Перовић
36. Маријана Поповић
37. Димитрије Пецић
38. Мице Поптсис
39. Ставрос Поптсис
40. Милица Прелић
41. Ивана Прличневић
42. Јулијана Протић
43. Петар Радловић
44. Нина Радоичић
45. Симонида Радоњић
46. Јован Ракиџић
47. Бранко Раковић
48. Биљана Стаменић
49. Мирољуб Стаменковић
50. Ивана Станисављевић Негић
51. Јелена Стевин
52. Добри Стојановић
53. Љиљана Стојановић
54. Слободан Стојановић
55. Тодоровић Томислав
56. Мирјана Томашевић
57. Јлена Трајковић
58. Анђелина Туцаковић
59. Марко Тубић
60. Ервин Ћатовић
61. Јелица Ћулафић
62. Ивана Флегар
63. Марјан Флошиц
64. Ана Цвејић
65. Драган Цветковић
66. Ана Церовић